# Rolf Unbehauen
Rolf Unbehauen (* 23. April 1930 in Stuttgart; † 4. November 2016 in Nürnberg) war ein deutscher Elektroingenieur.
Rolf Unbehauen studierte Mathematik in Stuttgart. Sein Interesse galt den Anwendungen der Mathematik insbesondere in der Elektrotechnik. In diesem Fachgebiet wurde er 1957 in Stuttgart promoviert (Neuartige Verwirklichung von Zweipolfunktionen durch kanonische oder durch kopplungsfreie Schaltungen). Er habilitierte sich 1962 für das Fach Theorie der Elektrotechnik (Über die Lösung der Approximationsprobleme bei der Synthese elektrischer Zweipole).
Von 1955 bis 1964 war er an der Universität Stuttgart am Mathematischen Institut, am Rechenzentrum  und am Institut für Theorie der Elektrotechnik von Wilhelm Bader beschäftigt, wo er wissenschaftlicher Rat wurde.
1966 wurde er als Professor an die neu gegründete Technische Fakultät der Universität Erlangen-Nürnberg berufen. Nach seiner Emeritierung im Jahr 1998 leitete er den Lehrstuhl für Allgemeine und Theoretische Elektrotechnik bis 2000 weiter. Er forschte zu Systemtheorie, Netzwerktheorie und Feldtheorie.
Er war Mitglied der Informationstechnischen Gesellschaft und der International Union of Radio Science (URSI; Kommission C: Signale und Systeme). Er war Mitherausgeber der IEEE Transactions on Neural Networks und Multidimensional Systems and Signal Processing. 1959 erhielt er den  Best Paper Award der NTG und 1994 die Ehrendoktorwürde der rumänischen Technischen Universität Klausenburg.
Sein jüngerer Bruder, Heinz Unbehauen, war ebenfalls Ingenieurwissenschaftler.

## Schriften
- Systemtheorie, 2 Bände, Oldenbourg Verlag (zuerst 1969)
  - Band 1: Allgemeine Grundlagen, Signale und Lineare Systeme im Zeit- und Frequenzbereich, 7. Auflage 1997
  - Band 2: Mehrdimensionale, Adaptive und Nichtlineare Systeme, 8. Auflage 2002
- Grundlagen der Elektrotechnik, 2 Bände, Springer Verlag 1994
  - Band 1: Allgemeine Grundlagen, lineare Netzwerke, stationäres Verhalten
  - Band 2: Einschwingvorgänge, nichtlineare Netzwerke,  theoretische Erweiterungen
- mit Roland Kröger: Elektrodynamik – Einführung für Physiker und Ingenieure, 3. Auflage, Teubner 1993
- mit Roland Kröger: Technische Elektrodynamik: Theorie elementarer elektromagnetischer Vorgänge, Teubner 1987
- mit Fa-Long Luo: Applied neural networks for signal processing, Cambridge University Press 1998
- mit A. Cichocki: Neural Networks for Optimization and Signal Processing, Wiley 1993
- mit A. Cichocki: MOS Switched-Capacitor and Continuous-Time Integrated Circuits and Systems: Analysis and Design. Springer 2012
- Elektrische Netzwerke – eine Einführung in die Analyse, Springer Verlag, 3. Auflage 1990 (zuerst 1972)
- Elektrische Netzwerke – Aufgaben, Springer Verlag, 2. Auflage 1987
- Synthese elektrischer Netzwerke und Filter, 3. Auflage, Oldenburg 1988
- mit Albert Mayer: Netzwerksynthese in Beispielen, Oldenbourg 1977

## Belege
1. ↑   http://www.presse.uni-erlangen.de/infocenter/presse/pressemitteilungen/nachrichten_2005/04_05/4111unbehauen75.shtml
2. ↑  http://trauer.nordbayern.de/Traueranzeige/Rolf-Unbehauen
3. ↑   Networking and Telecommunications Group der Georgia Tech

| Personendaten    | Personendaten              |
| ---------------- | -------------------------- |
| NAME             | Unbehauen, Rolf            |
| KURZBESCHREIBUNG | deutscher Elektrotechniker |
| GEBURTSDATUM     | 23. April 1930             |
| GEBURTSORT       | Stuttgart                  |
| STERBEDATUM      | 4. November 2016           |
| STERBEORT        | Nürnberg                   |